# グライビソン・ヤゴ・ソウザ・リスボア
ヤゴ・ピカチュウ（Yago Pikachu）ことグライビソン・ヤゴ・ソウザ・リスボア（Glaybson Yago Souza Lisboa, 1992年6月5日 - ）は、ブラジル・パラー州ベレン出身のプロサッカー選手。
ポジションはディフェンダー、ミッドフィールダー。ディフェンダーでありながら、連携の中で極めて攻撃的なプレースタイルを得意とする。

## 経歴

### パイサンドゥ
9歳の時に、元ブラジル代表のガンソらを輩出した、トゥナ・ルーゾ・ブラジレイラのフットサルチームに加入した。
2005年からパイサンドゥSCの下部組織に移り、2012年にトップチームへ昇格した。同年1月14日、パラー州選手権のカメタSC戦でプロデビューを果たすと、1月25日のアギア・ジ・マラバFC戦で初得点を挙げた。パイサンドゥでは通算221試合に出場し、右サイドバックながら合計62ゴール・40アシストを記録した。

### ヴァスコ・ダ・ガマ
2016年、フリートランスファーでCRヴァスコ・ダ・ガマに移籍し、3年契約を締結。同年7月16日のブラジル全国選手権セリエB第16節ルヴェルデンセEC戦で移籍後初ゴールを決めた。

### 清水エスパルス
2022年夏に自動降格圏の17位に沈んでいた清水エスパルスに完全移籍加入。ゼ・リカルド監督と再び同じチームとなった。
加入後、即スタメンを掴み取り、最初の試合では開始3分でミドルシュートを放った。その次の試合でも同じ位置からミドルシュートを放った。しかし、その後は非常に厳しいチーム状態の中、「ディフェンダーでありながら極めて攻撃的なプレースタイル」という自身の長所が発揮されることはほとんどなかった。
最終的にJ1リーグ戦12試合に出場するも得点を挙げることはできずチームはJ2に降格、シーズン終了後前年まで所属していたフォルタレーザECへ期限付き移籍で復帰した。

### フォルタレーザEC
フォルタレーザに戻った2023年は37試合出場で7得点を決めるなどチームに大きく貢献。2024年1月には完全移籍することが発表された。

## 人物
「ピカチュウ (Pikachu)」というニックネームは、トゥナ・ルーゾ在籍時にコーチから名付けられたもので、『ポケットモンスター』シリーズでお馴染みのキャラクター「ピカチュウ」と同様、身体が小さく、すばしっこい動きをしていたことに由来する。
しかし、本人はこの呼称について「はじめは好きではなかったし、チームメイトにそう呼ばれた時は怒りもしたが、時間が経つにつれて慣れたんだ」と語っている。なお、ポルトガル語の発音は「ピカシュウ」に近い。

## 個人成績
2017年7月6日時点
| シーズン | クラブ             | 全国選手権 | 全国選手権 | 全国選手権 | ブラジル杯 | ブラジル杯 | 国際大会 | 国際大会 | その他1 | その他1 | 合計 | 合計 |
| シーズン | クラブ             | カテゴリー | 出場       | 得点       | 出場       | 得点       | 出場     | 得点     | 出場    | 得点    | 出場 | 得点 |
| -------- | ------------------ | ---------- | ---------- | ---------- | ---------- | ---------- | -------- | -------- | ------- | ------- | ---- | ---- |
| 2012     | パイサンドゥ       | セリエC    | 19         | 6          | 5          | 2          | –        | –        | 21      | 4       | 45   | 12   |
| 2013     | パイサンドゥ       | セリエB    | 35         | 9          | 4          | 0          | –        | –        | 22      | 6       | 61   | 15   |
| 2014     | パイサンドゥ       | セリエC    | 22         | 4          | 5          | 1          | –        | –        | 27      | 10      | 54   | 15   |
| 2015     | パイサンドゥ       | セリエB    | 33         | 9          | 8          | 4          | –        | –        | 20      | 7       | 61   | 20   |
| 2016     | ヴァスコ・ダ・ガマ | セリエB    | 27         | 3          | 8          | 1          | –        | –        | 11      | 0       | 46   | 4    |
| 2017     | ヴァスコ・ダ・ガマ | セリエA    | 27         | 2          | 2          | 0          | –        | –        | 11      | 3       | 40   | 6    |
| 通算     | 通算               | 通算       | 163        | 33         | 32         | 8          | 0        | 0        | 112     | 29      | 307  | 71   |

1 州選手権、トーナメントなど

## タイトル

### クラブ
パイサンドゥSC
- パラー州選手権 (1)：2013

CRヴァスコ・ダ・ガマ
- タッサ・グアナバラ (1) : 2016
- リオ・デ・ジャネイロ州選手権 (1)：2016
- タッサ・リオ (1) : 2017

### 個人
- パラー州選手権 ベストイレブン (3) : 2012, 2013, 2015
- パラー州選手権 最優秀新人賞 (1) : 2012
- パラー州選手権 最優秀選手賞 (1) : 2015